# 伊比利亞軟口魚
伊比利亞軟口魚（學名：Iberochondrostoma lusitanicum）為輻鰭魚綱鯉形目雅羅魚科伊比利亞軟口魚屬的其中一種，被IUCN列為極危保育類動物，分布於歐洲葡萄牙Sado、Lizandro、Samarra、Colares 和Ossos 流域流域，體呈紡錘形，側線明顯，側線鱗片45-49枚，體被圓鱗，體背部深色、腹部銀白色，體側略帶黃色，尾鰭叉形，上下葉圓鈍，背鰭和尾鰭橘紅色，其餘魚鰭淡黃色，背鰭硬棘3枚、背鰭軟條6-8枚、臀鰭硬棘3枚、臀鰭軟條6-8枚，體長可達15.1公分，棲息在水流平緩、植物生長的溪流，屬雜食性，族群因棲地破壞而受威脅。